# Lorne Currie
Lorne Campbell Currie (* 25. April 1871 in Le Havre; † 20. Juni 1926 ebenda) war ein britischer Segler.

## Erfolge
Lorne Currie, der für die Société des Régates du Havre in Le Havre und den Royal Temple Yacht Club in Ramsgate segelte, nahm an den Olympischen Spielen 1900 in Paris teil, wo er in drei Wettbewerben als Crewmitglied der Scotia antrat, deren Eigner er war. In der gemeinsamen Wettfahrt erreichte die Scotia zwei Minuten vor der Aschenbrödel aus Deutschland als erstes Boot das Ziel, womit Currie ebenso wie die übrigen Crewmitglieder John Gretton und Linton Hope und Skipper Algernon Maudslay Olympiasieger wurde. In der Bootsklasse 0,5 bis 1 Tonne gelang ihnen in der ersten Wettfahrt ein weiterer Olympiasieg, während sie in der zweiten Wettfahrt als Viertplatzierte eine erneute Podiumsplatzierung verpassten.
Während des Ersten Weltkriegs diente Currie im Royal Army Service Corps im Rang eines Captains.